# Dietrich von Miltitz (Hofbeamter)
Dietrich von Miltitz (* 25. September 1664 in Schenkenberg; † 10. April 1747 ebenda) war ein kurfürstlich-hessen-darmstädtischer Geheimer Rat und Rittergutsbesitzer im Kurfürstentum Sachsen.

## Leben
Dietrich stammte aus dem sächsischen Geschlecht derer von Miltitz, von dem ein Zweig bereits Mitte des 16. Jahrhunderts in der Delitzscher Pflege als Rittergutsbesitzers ansässig wurde. Er war der Sohn des Rittergutsbesitzer Carl von Miltitz (1616–1691) und dessen Ehefrau Eleonore Sophie geborene von Gustedt (1634–1694). Nach dem Tod des Vaters erbte er dessen Besitzungen. Dazu gehörte auch das Rittergut Schenkenberg im Amt Delitzsch sowie Scharfenberg und Großböhla.
Nach Privatschulunterricht schlug er eine Verwaltungslaufbahn im Dienst des Kurfürsten von Hessen-Darmstadt ein und wurde zum Geheimen Rat ernannt. Als schriftsässiger Rittergutsbesitzer des Rittergutes Schenkenberg (bzw. 1716 des Rittergutes Großböhla) nahm er von 1716 bis 1737 an den Sächsischen Landtagen teil: 1716 als Vertreter der Allgemeinen Ritterschaft, 1718 und 1722 im Weiteren Ausschuß und 1725, 1728, 1731, 1734 bzw. 1737 im Engeren Ausschuß.
Er starb im Rittergut Schenkenberg am 10. April 1747 und wurde sechs Tage später in der dortigen Kirche standesgemäß beigesetzt.
Dietrich von Miltitz hinterließ keine männlichen Lehnserben, so dass sein umfangreicher Lehnsbesitz an den nächsten Mitbelehnten fiel, in diesem Fall an den Kammerherrn Carl Werner Ernst von Miltitz, der 1764 in Hubertusburg als königlich-polnischer und kurfürstlich-sächsischer Kammerherr auf der Reise zu seinen im Kreisamt Meißen gelegenen Gütern ohne Hinterlassung von eigenen Kindern starb.